# Championnat de France de hockey sur glace 1945-1946
Saison précédente Saison suivante
La saison 1945-1946 est la 27e saison du championnat de France de hockey sur glace qui porte le nom de 1re série.

## Résultats des matchs et classement
| 21 février 1946 | SCG Paris | 1-8 | Chamonix |  |

| 22 février 1946 | Français volants | 4-1 | CSG Paris |  |

| 23 février 1946 | Chamonix | 2-1 | Français volants |  |

| Clt   | Équipe               | PJ | V | D | N | BP | BC | Pts |
| ----- | -------------------- | -- | - | - | - | -- | -- | --- |
| +001, | Chamonix Hockey Club | 2  | 2 | 0 | 0 | 10 | 2  | 4   |
| +002, | Français volants     | 2  | 1 | 1 | 0 | 5  | 3  | 2   |
| +003, | CSG Paris            | 2  | 0 | 2 | 0 | 2  | 12 | 0   |

- Vainqueur de la compétition

## Bilan
Le HC Chamonix-Mont-Blanc est champion de France pour la onzième fois.